# Stogovka
Stogovka (en rus: Стоговка) és un poble de l'óblast d'Uliànovsk, a Rússia, que el 2010 tenia 409 habitants. Pertany al districte municipal de Kuzovàtovo.